# Nabój 5,6 × 61 mm R Super-Express
5,6 × 61 mm R Super-Express – skonstruowany w 1937 roku przez Ernesta Augusta Vom Hofe'a nabój karabinowy przeznaczony do broni myśliwskiej. Nabój przeznaczony był do polowań górskich na sarny i kozice.